# Срагович, Владимир Григорьевич
Владимир Григорьевич Срагович (1926—2000) — советский математик, доктор физико-математических наук, профессор.

## Биография
Срагович Владимир Григорьевич родился в Москве 22 марта 1926 г.
Его отец Срагович Григорий Миронович (1900—1932) — профессиональный революционер, член Рижского комитета Латвийской компартии, политэмигрант из Латвии (1922), заведовал библиотекой Госплана СССР; происходил из семьи портного Меера-Элияша Янкелевича-Ициковича Сраговича (1860—1931) и Башевы Шеваховны Срагович (1863—1939), уроженцев местечка Видзы Ковенской губернии. Его мать Николаева Мария Николаевна (1900—1977) работала в Наркомфине СССР, была главным редактором журнала «Бухгалтерский учёт». Происходила из семьи военного, Николаева Николая Петровича (1868—1941), участника японской и германской войн, вышедшего в отставку в 1917 г. в чине подполковника. Её мать, Вольская София Владиславовна (1876—1952), принадлежала к старинному польскому дворянскому роду Дуниных-Вольских.
В. Г. Срагович после окончания средней школы поступил на механико-математический факультет МГУ им. М. В. Ломоносова. Защитил дипломную работу по функциональному анализу на тему «Положительно определённые ядра и их приложения» у профессора А. И. Плеснера.
В 1949 г., после окончания МГУ, был распределён в НИИ-2 Минавиапрома СССР и проработал там инженером до 1952 г. Институт занимался научным сопровождением разработки авиационных систем вооружения.
Оттуда перешёл на преподавательскую работу. Был ассистентом, сначала в МВТУ им. Н. Э. Баумана (1953—1955 гг.), затем в Московском автомеханическом институте (до 1956 г.).
В 1953 г. был принят в заочную аспирантуру МГУ. Его научным руководителем был чл.-корр. АН СССР профессор А. Я. Хинчин. В 1957 г. защитил кандидатскую диссертацию по теории вероятностей на тему «Вероятностное построение статистики нестационарных систем».
С 1956 по 1961 гг. работал начальником лаборатории Всероссийского НИИ радиотехники, занимавшемся созданием радиолокационной техники.
В 1961 г. по приглашению Моисеева Н. Н. поступил в Вычислительный Центр АН СССР заведующим сектором. В том же году утверждён в учёном звании старшего научного сотрудника по специальности «Математика».
Преподавал в Московском физико-техническом институте. В 1966 г. утверждён в звании доцента по кафедре «Прикладная математика».
В 1975 г. защитил докторскую диссертацию «Синтез адаптивных управляющих систем в виде автоматов».
Преподавал на факультете ВМК МГУ.
В 1987 г. переехал жить в г. Вильнюс, а в 1990 г. — в Польшу. Проживал в Силезском воеводстве, в г. Бытом (Bytom).
С 1991 г. преподавал в Силезском политехническом институте (Politechnika Śląska) в г. Гливице (Gliwice) на мат.-физ. факультете в должности профессора.
Умер 4 апреля 2000 г., похоронен в районе Шомберки (Szombierki) г. Бытом на кладбище при местном костёле.

## Научная деятельность
Главное направление научной деятельности В. Г. Сраговича — математическая теория адаптивного управления.
Начиная со второй половины прошлого века идея создания искусственных систем, способных к «самонастройке» и «самообучению», всё больше привлекала внимание исследователей. В. Г. Срагович был одним из пионеров математического подхода к проблеме, основанном на теории случайных процессов, теории автоматов и методах оптимизации. Он предложил концептуальное представление об адаптации, которое сформулировал как задачу нахождения стратегии управления, равномерно оптимальной по отношению к заданному классу объектов.
Первоначальным объектом изучения явились однородные случайные последовательности с независимыми значениями. Теория адаптивного управления такими процессами, а также адаптивные алгоритмы, построенные на базе теории автоматов, составили содержание докторской диссертации В. Г. Сраговича.
Принципиальным значением для становления теории стало понимание важности исследования адаптивного варианта марковского процесса принятия решений. В. Г. Срагович стал инициатором и автором многих работ по адаптивному управлению частично наблюдаемыми марковскими цепями.
Четыре монографии, написанные В. Г. Сраговичем, отражали состояние теории адаптивного управления на момент их появления (практически исчерпывающим образом — для случайных процессов и в значительной мере — для детерминированных процессов).
Под руководством В. Г. Сраговича его учениками был выполнен ряд новаторских работ в области математической теории адаптации. Научная школа В. Г. Сраговича была для своего времени на передовом мировом уровне.
Обстоятельства конца прошлого века привели к остановке деятельности группы учёных под руководством В. Г. Сраговича. Данное направление науки фактически перестало развиваться в России, что вовсе не означало отсутствие объективной значимости и актуальности тематики. За рубежом, наоборот, исследования в этой области приобрели широкий размах и в настоящее время отмечены широтой затрагиваемых теоретических задач, разнообразием полученных результатов и массой практических приложений.

### Ученики
Агасандян Г. А., Гурвич Е. Т., Колногоров А. В., Коновалов М. Г., Сушков Б. Г., Флёров Ю. А. и другие.

### Монографии
- Бусленко Н. П., Голенко Д. И., Соболь И. М., Срагович В. Г., Шрейдер Ю. А. Метод статистических испытаний (метод Монте-Карло) (Под ред. Ю. А. Шрейдера). — М.: Физматгиз, 1962. — 332 с.
- Срагович В. Г. Теория адаптивных систем — М.: Наука, Гл. ред. физ.-мат. лит-ры, 1976. — 320 с.
- Срагович В. Г. Адаптивное управление — М.: Наука, 1981. — 381 с.
- Срагович В. Г. Управление и адаптация — М.: Знание, 1985. — 48 с. : ил.; 23 см. — (Новое в жизни, науке, технике).
- V.G. Sragovich. Mathematical theory of adaptive control (translator, I.A. Sinitzin; editor, J. Spalinski; assistant editors, L. Stettner and J. Zabczyk.) Singapore ; Hackensack, N.J. : World Scientific, 2006. 473 p.